# Sara Goudar
Sara Goudar est une aventurière et écrivaine britannique d'origine irlandaise du XVIIIe siècle.
Serveuse de brasserie, « âgée de seize ans et véritable prodige de beauté » selon Casanova, elle rencontre à Londres Ange Goudar qui en fait sa maîtresse, assure son éducation et finit par l'épouser. Parcourant toute l'Europe avec son mari, elle devient la maîtresse de Ferdinand Ier (roi des Deux-Siciles), qui comble le couple de faveurs avant de le chasser de Naples en 1773, sous la pression de son épouse, Marie-Caroline, sœur de la reine de France. Réfugiée à Florence avec son mari, elle rencontre en octobre 1775 le marquis de Sade qui devient son amant, la qualifiant « d'une des trois plus jolies femmes de Florence, l'emportant même sur les deux autres, tant par la beauté de sa figure que par la supériorité de sa taille et la culture de son esprit. »

## Biographie
Casanova raconte dans ses Mémoires la rencontre en 1761 à Londres d'Ange Goudar et de Sara :

« Comme j'étais, dans un pays dont j'ignorais la langue, je m'estimais presque heureux de disposer de Goudar, qui me fit connaître les plus célèbres courtisanes de Londres, et surtout l'illustre Kitty Fisher qui commençait alors à passer de mode. Il me fit connaître aussi, dans une boutique de brasserie où nous buvions la bouteille de strong-beer, préférable au vin, une fille de service, âgée de seize ans et véritable prodige de beauté. Elle était irlandaise et catholique, et s'appelait Sarah. Je voulais en faire la conquête ou l'acquisition, mais Goudar avait des vues sur elle, et l'enleva effectivement l'année après. Il finit par l'épouser, et c'est cette même Sarah Goudar qui brilla à Naples, à Florence, à Venise et ailleurs, et que nous retrouverons quatre ou cinq ans plus tard, et toujours avec son époux. Ce Goudar avait formé le projet de la substituer à la Du Barry, maîtresse de Louis XV, mais une lettre de cachet l'obligea de chercher fortune ailleurs. Heureux temps des lettres de cachet, hélas, vous n'êtes plus » »

Compagne d'Ange Goudar à partir de 1763,, Sara voyage avec lui dans toute l'Europe avant de mourir à Paris vers 1800. Le couple Goudar se rend entre autres à Naples, tenant un casino sur le Pausilippe, et l'on dit que Sara devient l'amante du roi Ferdinand IV jusqu'à ce que la reine Marie-Caroline, archiduchesse d'Autriche, ne chasse le couple du royaume de Naples,,,.
Ange Goudar quitte Sara en 1790, et celle-ci reste en vie au moins jusqu'en 1794.

## Œuvre
Parmi ses principales publications figurent : Remarques sur la musique et la danse ou lettres à milord Pembroke; Relation historique des divertissements du carnaval de Naples; Remarques sur les Anecdotes de Mme Dubarri. Pendant son séjour en Italie, Sara Goudar rédige aussi les Lettres sur le carnaval de Toscane, Florence (1776), où elle évoque les usages et festivités alors célébrées dans le Grand duché. En 1777 paraissent les Œuvres mêlées de Sara Goudar.